# ワンダ・ヴェンサム
ワンダ・ヴェンサム（英: Wanda Ventham、1935年8月5日 - ）はイングランドの女優。
1970年代のSFテレビドラマ『謎の円盤UFO』で演じたヴァージニア・レイク大佐役や、『オンリー・フールズ・アンド・ホーシズ』（1989年 - 1992年）で演じたカッサンドラ・トロッター (en) の母パメラ・パリー役などで知られる。またロジャー・ムーア主演のテレビシリーズ『セイント 天国野郎』にも2話出演している。
2014年4月には『ピープル』誌の「世界で最も美しい人たち」（英: "Most Beautiful People in the World"）企画で特集された。
夫ティモシー・カールトン、息子ベネディクト・カンバーバッチも俳優である。

## 俳優になるまで
ヴェンサムはブライトンで、母グラディス・フランシス（旧姓：ホルサム）、父フレデリク・ハワード・ヴェンサムの間に生まれた。当初は画家になろうと考えており、美術学校に1年通ったほか、休暇にはウェスト・サセックス・ワージングのコンノート・シアターで背景画家として働いていた。ここでプロの舞台演劇に触れたことで、彼女は美術学校を中退し、演技の道に進むことになる。ヴェンサムはセントラル・スクール・オブ・スピーチ・アンド・ドラマに進学し、1956年に卒業した。女優のジュディ・デンチは当時の1年後輩である。

## キャリア
ヴェンサムの映画初出演作品は、アンナ・ニーグルやシルヴィア・シムズが出演した映画『マイ・ティーンエイジ・ドーター』（1956年）だった。他にも1964年の映画『キャリー・オン・クレオ』や、1968年の映画『キャリー・オン・アップ・ザ・カイバル』などに出演している。1966年のミステリー映画『殺しへの招待』ではマーク・バーンズと共演した。最もよく知られているのは、カルトシリーズ『謎の円盤UFO』で演じた、ストレイカー司令官（演：エド・ビショップ）に次ぐ高官のヴァージニア・レイク大佐役である。
ヴェンサムはテレビ番組にも多数出演しており、ドラマ『ハートビート』ではフィオナ・ウェストン役でレギュラー出演したほか、『Hetty Wainthropp Investigates』ではマーガレット・バルショー役、『ラグ・トレード』ではシャーリー役を演じた。他にも『マインダー』ではアーサー・デイリーの恋人役を演じたほか、『カップリング』ではスーザンの母親、『Men Behaving Badly』ではデボラの母親役を演じた。1972年から1973年にかけてのドラマ『ロータス・イーターズ』（BBC、15話）ではイアン・ヘンドリーの相手役という主役級を演じ、エリック・アイドルの番組『ラトランド・ウィークエンド・テレビジョン』にもゲスト出演した。ドラマ『デンジャー・マン』にも出演したほか、パトリック・マクグーハンの『プリズナーNo.6』、シットコムの『エグゼクティブ・ストレス』や『ネクスト・オブ・キン』、スケッチ・ショー『トゥー・ルーニーズ』にも出演している。
彼女はイギリスの長寿テレビドラマ『ドクター・フー』に3度出演している。最初の出演は1967年の "The Faceless Ones" (en) で演じたジーン・ロック役で、続いて1977年の "Image of the Fendahl" (en) （シア・ランサム役）、1987年の "Time and the Rani" (en) （ファルーン役）である。1977年の "Image of the Fendahl" ではデニス・リルと共演したが、彼とはシットコム『オンリー・フールズ・アンド・ホーシズ』でパメラとアランのパリー夫妻役を演じている。
2014年、ヴェンサムは夫のティモシー・カールトンと共に、BBCのテレビドラマ『SHERLOCK（シャーロック）』に出演した。この作品で夫妻は、実の息子であるベネディクト・カンバーバッチが演じるシャーロック・ホームズの両親役を演じている。またドラマシリーズ『ホルビー・シティでは、二重生活を送る病院患者マートル・マッキーを演じている。

## 私生活
ヴェンサムは最初の夫ジェームズ・タバナクルと1957年に結婚し、娘トレイシー（英: Tracy）を儲けている。夫妻は1974年11月12日に離婚した。ドラマシリーズ『ア・ファミリー・アット・ウォー』撮影中の1970年に現在の夫ティモシー・カールトンと出会い、1976年4月に結婚した。同年7月には息子であるベネディクト・カンバーバッチが生まれている。夫妻は1973年の『ロータス・イーターズ』第2シリーズなどで共演したほか、『SHERLOCK（シャーロック）』第3シーズンからは、息子のカンバーバッチを含めた一家共演を果たしている。

## フィルモグラフィ

### 映画
| 年     | 作品名                                                                | 役名                                                        | 備考                                                           |
| ------ | --------------------------------------------------------------------- | ----------------------------------------------------------- | -------------------------------------------------------------- |
| 1956年 | マイ・ティーンエイジ・ドーター（原題） My Teenage Daughter            | ジーナ Gina                                                 |                                                                |
| 1959年 | ネイヴィー・ラーク（原題） The Navy Lark                              | メイベル Mabel                                              |                                                                |
| 1961年 | We Joined The Navy                                                    | 「手始めのテスト」の女子 The "Initiative test" girl         |                                                                |
| 1962年 | ソロ・フォー・スパロウ（原題） Solo for Sparrow                       | ウェイトレス Waitress                                       |                                                                |
| 1964年 | キャリー・オン・クレオ（原題） Carry On Cleo                          | 美人競り師 Pretty Bidder                                    | クレジット無し                                                 |
| 1965年 | ビッグ・ジョブ（原題） The Big Job                                    | ドット・フランクリン Dot Franklin                           |                                                                |
| 1965年 | ナック The Knack ...and How to Get It                                 | 体育の女教師 Gym Mistress                                   | クレジット無し                                                 |
| 1966年 | 殺しへの招待 Death Is a Woman                                         | プリシラ・ブランストーン＝スミス Priscilla Blunstone-Smythe |                                                                |
| 1966年 | スパイ・ウィズ・ア・コールド・ノーズ（原題） The Spy with a Cold Nose | ウィンターズ夫人 Mrs. Winters                               |                                                                |
| 1967年 | ミスター・テン・パーセント（原題） Mister Ten Per Cent                | キャシー Kathy                                              |                                                                |
| 1968年 | ブラッド・ビースト・テラー（原題） The Blood Beast Terror             | クレア・マリンガー Clare Mallinger                          | スタントワークもこなし、巨大な蛾の怪獣として着ぐるみでも登場。 |
| 1968年 | キャリー・オン・アップ・ザ・カイバル（原題） Carry On Up the Khyber   | カージの最初の妻 Khasi's First Wife                         |                                                                |
| 1974年 | Invasion: UFO （『謎の円盤UFO』シリーズ）                             | ヴァージニア・レイク大佐 Col. Virginia Lake                 |                                                                |
| 1974年 | 吸血鬼ハンター Captain Kronos – Vampire Hunter                        | レディ・ダーワード Lady Durward                             |                                                                |
| 2002年 | Mrs Caldicot's Cabbage War (en)                                       | ヴィクトリア Victoria                                       |                                                                |
| 2005年 | アサイラム/閉鎖病棟 Asylum                                            | ブライディ・ストラッフェン Bridie Straffen                  |                                                                |
| 2012年 | ラン・フォー・ユア・ワイフ（原題） Run for Your Wife                  | バスの女性 Lady on Bus                                      | カメオ出演                                                     |
| 2016年 | ザッツ・ファビュラス! Absolutely Fabulous: The Movie                  | ヴァイオレット Violet                                       | カメオ出演                                                     |

### テレビ番組
| 年              | 作品名                                                                                   | 役名                                                              | 備考                                            |
| --------------- | ---------------------------------------------------------------------------------------- | ----------------------------------------------------------------- | ----------------------------------------------- |
| 1962年 – 1963年 | ラグ・トレード（原題） The Rag Trade                                                     | シャーリー Shirley                                                | レギュラー出演、18話                            |
| 1964年 – 1965年 | デンジャー・マン Danger Man（原題）                                                      | ステラ・ドーセット、ペニー Stella Dorset / Penny                  | 2話、それぞれ別役                               |
| 1964年 – 1966年 | セイント 天国野郎 The Saint                                                              | ローラ・ストライド、ペニー・ピアソン Laura Stride / Penny Pearson | 2話、それぞれ別役                               |
| 1965年          | ライクリー・ラッズ（原題） The Likely Lads                                               | アンジェラ Angela                                                 | 1話                                             |
| 1965年          | おしゃれ(秘)探偵 The Avengers                                                            | スプレー看護師 Nurse Spray                                        | 1話                                             |
| 1967年          | プリズナーNo.6 The Prisoner                                                              | コンピューター係 Computer Attendant                               | 1話                                             |
| 1967年          | シーザーズ（原題） The Caesars                                                           | エニア (Ennia Thrasylla) Ennia                                    | 1話                                             |
| 1967年 – 1971年 | トラブルシューターズ（原題） The Troubleshooters                                         | モイラ・ハート Moira Hart                                         | リカーリング、4話                               |
| 1967年          | ドクター・フー Doctor Who                                                                | ジーン・ロック Jean Rock                                          | シリアル："The Faceless Ones" (en) （全6話）    |
| 1977年          | ドクター・フー Doctor Who                                                                | シア・ランサム / フェンダール・コア Thea Ransome/Fendahl Core     | シリアル："Image of the Fendahl" (en) （全4話） |
| 1987年          | ドクター・フー Doctor Who                                                                | ファルーン Faroon                                                 | シリアル："Time and the Rani" (en) （全3話）    |
| 1969年          | The Gold Robbers                                                                         | ディー・ラッタリー Dee Lattery                                    | 1話                                             |
| 1969年          | 秘密指令S（原題） Department S                                                           | レイラ・ランキン Leila Rankin                                     | 第２話                                          |
| 1970年          | Zカーズ（原題） Z-Cars                                                                   | オーウェン夫人 Mrs. Owen                                          | 1話                                             |
| 1970年 – 1971年 | ア・ファミリー・アット・ウォー（原題） A Family At War                                   | ジェニー・グレアム Jenny Graham                                   | リカーリング、3話                               |
| 1970年          | ドクター・アット・ラージ（原題） Doctor At Large                                         | マギー・ウェストン Maggie Weston                                  | 1話                                             |
| 1970年 – 1973年 | 謎の円盤UFO UFO                                                                          | ヴァージニア・レイク大佐 Col. Virginia Lake                       | レギュラー出演、9話                             |
| 1971年          | サーティ・ミニッツ・シアター（原題） Thirty-Minute Theatre                               | ジャスミン Jasmine                                                | "Walt, King of the Dumper"                      |
| 1972年 – 1973年 | ロータス・イーターズ（原題） The Lotus Eaters                                            | アン・シェパード Ann Shepherd                                     | 主役、15話                                      |
| 1975年          | ロンドン特捜隊スウィーニー The Sweeney                                                   | ブレンダ Brenda                                                   | 1話                                             |
| 1975年          | ラトランド・ウィークエンド・テレビジョン Rutland Weekend Television                      | 複数役                                                            | 2話                                             |
| 1976年          | エマーデイル・ファーム（原題） Emmerdale Farm                                            | ヘザー・バナーマン Heather Bannerman                              | リカーリング、6話                               |
| 1977年          | クラウン・コート（原題） Crown Court                                                     | シビル・ハルステッド Sybil Halstead                               | 2話                                             |
| 1978年 – 1979年 | Fallen Hero                                                                              | ドロシー・ホプキンズ Dorothy Hopkins                              | 主演、11話                                      |
| 1980年          | トゥー・ルーニーズ（原題） The Two Ronnies                                               | ジャック Jack                                                     | 2話                                             |
| 1982年          | マインダー（原題） Minder                                                                | ベリル・マードック Beryl Murdoch                                  | 1話                                             |
| 1986年 – 1987年 | エグゼクティブ・ストレス（原題） Executive Stress                                        | シルヴィア Sylvia                                                 | リカーリング、4話                               |
| 1988年          | オール・クリーチャーズ・グレート・アンド・スモール（原題） All Creatures Great and Small | リッジ夫人 Mrs. Ridge                                             | 第5シリーズ第11話                               |
| 1989年          | キャプスティックズ・ロー（原題） Capstick's Law                                          | マッジ・キャプスティック Madge Capstick                           | リカーリング、6話                               |
| 1989年 – 1992年 | オンリー・フールズ・アンド・ホーシズ（原題） Only Fools and Horses                       | パメラ・パリー Pamela Parry                                       | リカーリング、4話                               |
| 1995年 – 1996年 | ネクスト・オブ・キン（原題） Next of Kin                                                 | ロージー Rosie                                                    | リカーリング、6話                               |
| 1996年 – 1997年 | ハートビート（原題） Heartbeat                                                           | フィオナ・ウェストン Fiona Weston                                 | リカーリング、4話                               |
| 2001年          | カップリング（原題） Coupling                                                            | エドナ Edna                                                       | 1話                                             |
| 2005年          | バーナビー警部 Midsomer Murders                                                          | ロマニー・ローズ Romany Rose                                      | 1話                                             |
| 2007年          | オックスフォードミステリー ルイス警部 Lewis                                              | エレナー・マロリー Eleanor Mallory                                | 1話                                             |
| 2014年 – 2017年 | SHERLOCK（シャーロック） Sherlock                                                        | ホームズ夫人（シャーロック・ホームズの母親）                      | 3話                                             |

### 舞台演劇
| 年     | 作品名                                      | 役名                                          | 劇場                                           |
| ------ | ------------------------------------------- | --------------------------------------------- | ---------------------------------------------- |
| 1960年 | Watch It, Sailor!                           | ダフネ・ピンク Daphne Pink                    | ロンドン、アポロ・シアター                     |
| 1979年 | ジュリアス・シーザー Julius Caesar          | ポーシャ Portia                               | チチェスター、チチェスター・フェスティバル劇場 |
| 1990年 | アウト・オブ・オーダー（原題） Out of Order | パメラ Pamela                                 | ロンドン、シャフツベリー・シアター             |
| 1992年 | It Runs in the Family                       | ローズマリー・モーティモア Rosemary Mortimore | ロンドン、プレイハウス・シアター               |
| 2002年 | One for the Pot                             | エイミー・ハードキャッスル Amy Hardcastle     | ウィンザー、シアター・ロイヤル (en)            |
| 2012年 | カルテット Quartet                          | シシー Cissy                                  | シアター・オン・ザ・ベイ、ケープタウン         |
| 2014年 | Entertaining Angels (en)                    | ルース Ruth                                   | シアター・オン・ザ・ベイ、ケープタウン         |